# Bormani
Les Bormani formaient une tribu ligure. 
Ils habitaient dans l'actuel département du Var au Nord d'Hyères, localisé entre les communes de La Garde (Ouest), Pignans (Nord), Bormes-les-Mimosas (Est).

## Étymologie
Leur ethnonyme signifierait « les Adorateurs du Dieu Bormo ». C'est une variante du nom  du Dieu Borvo. Cette étymologie qui les met en lien  avec une divinité du Panthéon des druides gaulois, fait plutôt pencher vers une origine celtique plutôt que ligure.

## Géographie
Leur territoire est délimité :
- au sud par la Méditerranée ;
- au nord par l'actuelle ville de Pignans ;
- à l'ouest : par l'actuelle ville de La Garde ;
- à l'est : par l'actuelle ville de Bormes-les-Mimosas.

Leur chef-lieu se nommait Bormanus. C'est aussi le nom d'une divinité du même nom qui est attestée dans diverses lieux. 
Au XIXe siècle, l'écrivain Étienne Garcin émettait l'hypothèse suivante « Je suis fondé
à croire que leur chef-lieu se trouvait dans la localité de Sollies (De Solario en 1020), position à portée d'Oibia, qui était le port de ce peuple. ». Mais aujourd'hui, les archéologues penchent plutôt pour Bormes-les-Mimosas.

## Survivance du nom
- Bormes-les-Mimosas : appelé ainsi depuis 1968, qui se serait appelé successivement Bormanus, Bormani, Borma au XIe siècle, puis Bormes.
- Les Bormettes : c'est le cœur historique de la ville de La Londe-les-Maures.